# Jeff Young
Jeff Young (Ann Arbor, Míchigan, 31 de marzo de 1962, 62 años de edad) es un guitarrista estadounidense exmiembro de Megadeth, Jeff Young entró el 25 de noviembre de 1986, los miembros del cual grabó su tercer álbum, So Far, So Good... So What! en 1988. El hecho de ser el único miembro de la banda que no consumiese drogas por aquel momento hizo que Young se apartase poco a poco del núcleo de la banda.
Después de su marcha de Megadeth Young sufrió la muerte de su padre, primero, y después la de su madre, con lo que decidió acabar su carrera musical, período que durará hasta 1998, cuando resurgió en la escena musical con la guitarrista brasileña Badi Assad. En el primer álbum del dúo, bajo el nombre Badi Assad - Chameleon, exploraron la música étnica y exótica brasileña, llegando al primer puesto en diversos rankings europeos. En 1999 fueron teloneros en conciertos de artistas como Joe Cocker o Cassandra Wilson.
Desde 2003 Young ha estado intentando formar su propio proyecto, llamado Equilibrium, pero sus problemas de salud, incluyendo la superación de un cáncer testicular, han impedido su correcto desarrollo.